# Thepchaiya Un-Nooh
Thepchaiya Un-Nooh (Bangkok, Thailand, 18 juli 1985) (bijnaam Thai Rocket) is een Thais professioneel snookerspeler. Hij staat er om bekend dat hij een zeer snelle speler is. Op het World Open 2019 verloor Un-Nooh de finale met 5-10 van Judd Trump, nadat hij in de halvefinale Kyren Wilson verslagen had met 6-5.

## Belangrijkste resultaten

### Rankingtitels
| #  | Seizoen     | Toernooi          | Verliezend finalist | Score |
| -- | ----------- | ----------------- | ------------------- | ----- |
| 1. | 2019 / 2020 | Snooker Shoot-Out | Michael Holt        | 1-0   |

### Niet-rankingtitels
| #  | Seizoen     | Toernooi     | Verliezend finalist | Score |
| -- | ----------- | ------------ | ------------------- | ----- |
| 1. | 2019 / 2020 | Haining Open | Li Hang             | 5-3   |

### Wereldkampioenschap
Hoofdtoernooi (laatste 32 of beter):
| #  | Seizoen     | Editie  | Prestatie  | Extra                                  |
| -- | ----------- | ------- | ---------- | -------------------------------------- |
| 1. | 2017 / 2018 | WK 2018 | Laatste 32 | Verloor met 10-7 van John Higgins      |
| 2. | 2018 / 2019 | WK 2019 | Laatste 32 | Verloor met 10-9 van Judd Trump        |
| 3. | 2019 / 2020 | WK 2020 | Laatste 32 | Verloor met 10-1 van Ronnie O'Sullivan |
| 4. | 2021 / 2022 | WK 2022 | Laatste 32 | Verloor met 10-7 van John Higgins      |